# Ivor
Ivor est un personnage de fiction, chevalier du Moyen Âge, et une série de bande dessinée créée par Zoran en 1980 pour le journal de Tintin et publiée en albums au Lombard à partir de 1986.

## Trame
Ivor est un chevalier du Moyen Âge, mercenaire au service du plus offrant. Il rencontre le jeune Philippe, prince héritier du roi Ilan. Philippe est en fait une jolie princesse obligée par son père de jouer le rôle d'un homme pour être son héritier. Elle est en plus menacée par des complots. Ivor lui voue un amour impossible.

## Historique de la série
Cette série est publiée dans le journal de Tintin à partir de 1980. Elle paraît ensuite au Lombard, de 1986 à 1988, en cinq albums.

## L'auteur
Zoran est  l'auteur du texte et des dessins. Patrick Gaumer juge que ses débuts graphiques sont plutôt laborieux, et que ses progrès n'empêchent pas son trait d'être raide et peu original.

## Albums
Cinq albums sont publiés de 1986 à 1988 :
1. Un jour, un mercenaire, Le Lombard, 1986 ;
2. La danse du cabotin, Le Lombard, 1986 ;
3. L'île, Le Lombard, 1987 ;
4. Comme un faucon, Le Lombard, 1988 ;
5. Les mercenaires vont au paradis, Le Lombard, 1988.